# Túlio de Melo
Túlio de Melo (ur. 31 stycznia 1985 w Montes Claros) – brazylijski piłkarz występujący na pozycji napastnika.

## Kariera klubowa
Túlio de Melo zaczynał swoją karierę w Clube Atlético Mineiro, a w 2004 roku trafił do Europy na zasadzie wypożyczenia do Aalborg BK. W 2005 roku podpisał 3-letni kontrakt z francuskim Le Mans UC72. W sezonie 2007/08 strzelił 10 bramek w 19 spotkaniach czy zwrócił na siebie uwagę klubów z Serie A – Parmy i US Palermo. Początkowo Tulio podpisał kontrakt z Palermo, jednak później związał się kontraktem z Parmą, w wyniku czego podpisał kontrakty z dwoma klubami równocześnie. Ostatecznie został jednak piłkarzem ekipy „Aquile”.
Te zawirowania nie wyszły mu na dobre, nie mógł pogodzić się z brakiem miejsca w podstawowym składzie zespołu z Sycylii i zmienił klub na Lille OSC.
| Sezon   | Klub                     | Kraj     | Rozgrywki  | Mecze | Bramki | Rozgrywki Europy   | Mecze | Bramki |
| ------- | ------------------------ | -------- | ---------- | ----- | ------ | ------------------ | ----- | ------ |
| 2002/03 | Clube Atlético Mineiro   | Brazylia | Serie A    | 0     | 0      | –                  | –     | –      |
| 2003/04 | Clube Atlético Mineiro   | Brazylia | Serie A    | 0     | 0      | –                  | –     | –      |
| 2004/05 | Aalborg BK (wyp.)        | Dania    | SAS Ligaen | 19    | 6      | Liga Europy UEFA   | 3     | 0      |
| 2005/06 | Le Mans FC               | Francja  | Ligue 1    | 24    | 7      | –                  | –     | –      |
| 2006/07 | Le Mans FC               | Francja  | Ligue 1    | 17    | 2      | –                  | –     | –      |
| 2007/08 | Le Mans FC               | Francja  | Ligue 1    | 31    | 13     | –                  | –     | –      |
| 2008/09 | US Palermo               | Włochy   | Serie A    | 0     | 0      | –                  | –     | –      |
| 2008/09 | Lille OSC                | Francja  | Ligue 1    | 8     | 2      | –                  | –     | –      |
| 2009/10 | Lille OSC                | Francja  | Ligue 1    | 20    | 6      | Liga Europy UEFA   | 4     | 3      |
| 2010/11 | Lille OSC                | Francja  | Ligue 1    | 29    | 4      | Liga Europy UEFA   | 6     | 2      |
| 2011/12 | Lille OSC                | Francja  | Ligue 1    | 16    | 5      | Liga Mistrzów UEFA | 2     | 1      |
| 2012/13 | Lille OSC                | Francja  | Ligue 1    | 23    | 1      | Liga Mistrzów UEFA | 6     | 1      |
| 2013/14 | Lille OSC                | Francja  | Ligue 1    | 5     | 0      | –                  | –     | –      |
| 2013/14 | Evian Thonon Gaillard FC | Francja  | Ligue 1    | 5     | 0      | –                  | –     | –      |